# Canada's Wonderland
Canada's Wonderland är ett nöjes- och temapark som är belägen i förstaden Vaughan, cirka 25 kilometer norr om centrala Toronto vid Trans-Canada Highway, i provinsen Ontario i Kanada. 
Parken öppnades 1981 och är den största nöjesparken i Kanada med 77 åkattraktioner, varav 17 berg- och dalbanor. Fram till 2019 hade den under flera år varit den mest besökta nöjesparken i Nordamerika som inte var öppen året runt (den var emellertid helt stängd under 2020 pga Coronaviruspandemin).

## Bakgrund
När Canada's Wonderland öppnade sina grindar 1981 hade det sedan 1920-talet inte funnits någon permanent nöjespark i och kring Torontos storstadsområde. 1979 påbörjades bygget.
Även om intresse hade funnits från flera aktörer så var det ett problem med att uppnå lönsamhet, då en park kring Toronto inte kunde ha öppet året runt jämfört med parker i södra delarna av USA som Florida och Kalifornien (dit många kanadensare semestrade). En betydande skepsis fanns kring huruvida underlaget verkligen fanns och att en USA-inspirerad park skulle vara en trojansk häst för amerikansk kulturimperialism. För att undvika det senare så meddelade finansiärerna, Taft Broadcasting Company och Great West Life Assurance Company, att Kanadas historia skulle vara ett övergripande tema.
Parken invigdes 23 maj 1981 av Ontarios premiärminister William Davis med ishockeyspelaren Wayne Gretzky som särskild hedersgäst.
1993 köptes parken av Paramount Communications (dåvarande ägaren till Paramount Pictures) och parken bytte då namn till Paramount Canada's Wonderland. 2006 sålde Viacom parken till Cedar Fair Entertainment Co (ägaren till Cedar Point i Ohio) och året därefter bytte parken tillbaka till sitt ursprungliga namn.

## Åkattraktioner
- Leviathan (berg- och dalbana)

Inne på området finns dessutom vattenparken Splash Works på en yta av 8 hektar.